# Ulrich L. Rohde
Ulrich Lothar Albert Rohde (* 20. Mai 1940 in München) ist ein deutsch-US-amerikanischer Hochfrequenz-Ingenieur, Unternehmer und Hochschullehrer.

## Leben
Ulrich L. Rohdes Vater war Lothar Rohde, ebenfalls Hochfrequenztechnik-Ingenieur und Mitbegründer von Rohde & Schwarz; sein Großvater mütterlicherseits war der Chemiker Franz Fischer, der Erfinder der Benzinsynthese.
Nach seinem Abitur in München studierte Rohde Elektrotechnik an der Technischen Hochschule München und der TH Darmstadt. Er absolvierte das Executive Master of Business Administration-Programm der Columbia University. An der TU Berlin wurde er 2004 zum Dr.-Ing. promoviert, an der BTU Cottbus habilitierte er sich 2011.
Ab 1974 leitete er die US-Niederlassung von Rohde & Schwarz, des Unternehmens seines Vaters, und war dann Geschäftsführer einer Rüstungstochter der Radio Corporation of America, bis diese 1986 wieder in General Electric integriert wurde.

## Preise und Auszeichnungen
Rohde ist Ehrendoktor der Universität Oradea und der Technischen Universität Klausenburg sowie IEEE Fellow. Im Jahr 2008 wurde er Ehrensenator an der Universität der Bundeswehr München, 2011 an der BTU Cottbus. Seit 2013 ist Rohde Ehrenmitglied der Bayerischen Akademie der Wissenschaften.
Ulrich L. Rohde hält etwa 50 Patente.
Im Jahr 2004 wurde er vom US-Amateurfunkmagazin CQ Amateur Radio in die CQ Amateur Radio Hall of Fame („CQ-Amateurfunk-Ruhmeshalle“) aufgenommen.
2015 erhielt er den I. I. Rabi Award des IEEE, 2017 den Wireless Innovation Forum Leadership Award. 2019 wurde er mit dem CAS Industrial Pioneer Award ausgezeichnet.
2021 erhielt Rohde das Verdienstkreuz am Bande des Verdienstordens der Bundesrepublik Deutschland.
2022 wurde er als Träger des IEEE Photonics Society Engineering Achievement Award benannt.
2022 wurde er in die Indian National Academy of Engineering aufgenommen.
2023 erhielt er den IEEE Communications Society Distinguished Industry Leader Award für seine Beiträge und seine führende Rolle auf dem Gebiet der Funkgeräte und der elektronischen Prüf- und Messgeräte, die die Entwicklung moderner Kommunikationssysteme und deren industrielle Umsetzung unterstützt haben.
Im Januar 2024 wurde er zum „Fellow of Industry Academy“ in der „International Artificial Intelligence Industry Alliance“ mit Sitz in Hongkong ernannt. Die „International Artificial Intelligence Industry Alliance“ hat ein Netzwerk von starken Partnerschaften in der ganzen Welt, um die Entwicklung und Innovationen für Anwendungen der künstlichen Intelligenz zu fördern.
Im April 2025 wurde Ulrich L. Rohde zum Gastwissenschaftler (Visiting Scientist) am Microsystems Technology Laboratories des Massachusetts Institute of Technology ernannt.
Im Juni 2025 wurde er vom Bayerischen Ministerpräsidenten mit dem Bayerischen Verdienstorden ausgezeichnet.

## Schriften (Auswahl)
- Digital PLL Frequency Synthesizers: Theory and Design. Prentice-Hall, Englewood Cliffs, New Jersey 1983, ISBN 0-13-214239-2 (englisch, 600 S.).
- The Design of Modern Microwave Oscillators for Wireless Applications: Theory and Optimization. Wiley-Interscience, 2005, ISBN 0-471-72342-8 (englisch, 560 S., mit Ajay K. Poddar und Georg Böck).
- Introduction to Integral Calculus: Systematic Studies with Engineering Applications for Beginners. 1. Auflage. Wiley, 2012, ISBN 978-1-118-11776-7 (englisch, 428 S., mit G. C. Jain, Ajay K. Poddar und A. K. Gosh).
- Introduction to Differential Calculus: Systematic Studies with Engineering Applications for Beginners. 1. Auflage. Wiley, 2012, ISBN 978-1-118-11775-0 (englisch, 778 S., mit G. C. Jain, Ajay K. Poddar und A. K. Gosh).
- Communications Receivers: Principles and Design. 4. Auflage. McGraw-Hill Education, 2017, ISBN 978-0-07-184333-1 (englisch, 704 S., mit Jerry C. Whitaker und Hans Zahnd).
- Microwave and Wireless Synthesizers: Theory and Design. Wiley-Interscience, 2021, ISBN 978-1-119-66600-4 (englisch, 816 S., mit Enrico Rubiola und Jerry C. Whitaker).